# جمال حيمودي
جمال حيمودي (مواليد 10 ديسمبر 1970 في غليزان) هو حكم كرة قدم جزائري. وهو حكم دولي منذ عام 2004، حيث سبق له أن أدار مباريات في كأس الأمم الأفريقية لكرة القدم 2008، كأس العالم للشباب تحت 20 سنة 2011 وكأس الأمم الأفريقية لكرة القدم 2012. كما أنه أختير للتحكيم في مباريات دوري أبطال أفريقيا، فضلاً عن تصفيات كأس العالم ومباريات كأس العالم 2014
اختير كأحسن حكم أفريقي لعام 2013 كما ادار نهائي كأس الأمم الأفريقية 2013 وادار مباراة تحديد الثالث في كأس العالم بين البرازيل وهولندا .

## الجوائز
- إدارة 5 نهائيات كأس الجزائر [4]

- جائزة أفضل حكم عربي حسب استفتاء مجلة الاهرام العربي المصرية 2008 [5] ، 2011 [6]

- جائزة الصافرة الذهبية لافضل حكم عربي حسب استفتاء مجلة الحدث اللبنانية 2012 [7]، 2013 [8] ، 2014 [9]
- جائزة أفضل حكم عربي 2011 في استفتاء مجلة الهدف الليبية [10]
- جائزة أفضل حكم جزائري حسب جريدة الهداف الجزائرية 2007 ، 2013 ،2014 [11][12]
- جائزة أفضل حكم أفريقي 2012 ، 2013 [13][14][15]
- سادس أفضل حكم في العالم عام 2013 [16]

## روابط خارجية
- جمال حيمودي على موقع Soccerway.com (الإنجليزية)